# Contrat aléatoire
Dans le droit des obligations, un contrat aléatoire peut être défini comme un « contrat à titre onéreux dans lequel l'existence ou la valeur d'une prestation dépend d'un événement futur incertain ».

## Droit par pays

### Droit français
En droit français, les contrats aléatoires sont régis par le Code civil aux articles 1965, 1966 et 1967. Ces conventions sont placées hors du droit car dépourvues d'effet. Il s'agit de contrat aux caractères exceptionnels spécialement inséré par les Codificateurs.

### Droit québécois (Canada)
En droit québécois, l'article 1378, second alinéa du Code civil du Québec énonce que le contrat peut être « d’adhésion ou de gré à gré, synallagmatique ou unilatéral, à titre onéreux ou gratuit, commutatif ou aléatoire et à exécution instantanée ou successive; il peut aussi être de consommation ».
L'art. 1382 al. 2 C.c.Q. précise que le contrat est aléatoire « lorsque l’étendue de l’obligation ou des avantages est incertaine ».
Les articles 2629 et 2630 C.c.Q. énoncent les règles relatives aux contrats de jeu et de pari. L'art. 2629 C.c.Q. précise que « les contrats de jeu et de pari sont valables dans les cas expressément autorisés par la loi ». L'art. 2630 al. 2 C.c.Q. dispose que les sommes pariées doivent être remboursées en cas de fraude ou de supercherie (la disposition utilise le mot répétition dans son sens latin de remboursement).
La qualification du contrat d'assurance comme contrat aléatoire dépend du type de contrat d'assurance. En matière d'assurance-vie, le décès est un événement inévitable pour tout être humain et par conséquent, on ne saurait le qualifier d'événement futur incertain, bien que le moment précis de la mort et les circonstances du décès puissent être incertains. Par contre, la possible destruction de biens propre à l'assurance de biens est effectivement un événement qui pourrait ou pourrait ne pas survenir dans le futur.